# Delta County Airport

i7
i11
i13
Der Delta County Airport (IATA-Code: ESC, ICAO-Code: KESC) ist ein öffentlicher Flughafen, der 3 km südöstlich von Escanaba im US-Bundesstaat Michigan liegt. Der Flughafen belegt 382 Hektar und hat zwei Start- und Landebahnen.

## Navigationshilfen
Der Flughafen verfügt über verschiedene Navigationshilfen.
Das ungerichtete Funkfeuer (NDB) sendet auf der Frequenz: 344 kHz mit der Kennung: ES.
Das Drehfunkfeuer (VOR) sendet auf Frequenz: 110.8 MHz mit der Kennung: ESC.
Ein Distance Measuring Equipment (DME) ist vorhanden.